# 北朝鮮自由人権委員会
北朝鮮自由人権委員会（きたちょうせんじゆうじんけんいいんかい、英: The Freedom and Human Rights in North Korea、FHRNK）は、アメリカ所在の非営利人権団体のことを指す。

## 概要
全世界の人権侵害の改善に取り組んでいて、その中でも特に北朝鮮においての人権問題に注目している。当委員会は、アメリカ人作家である同時に人権運動家でもあるSue E.Westにより2016年に設立された。北朝鮮人権に関する内容を大きく3つのテーマに分け、問題の深刻さを大衆にわかってもらえるのを目標としている。

人権
北朝鮮自由人権委員会は北朝鮮で発生している数々の人権侵害の深刻さを証明できるような学会レポート・分析記事などいくつかの種類のオンライン媒体を提供している。このような努力により、北朝鮮自由人権委員会はより多くの人々に北朝鮮の人権実態のことを認識し、実際に行動に移すことを求めています。

女性権利の強化
北朝鮮自由人権委員会は北朝鮮の女性が男性と同じく経済活動に参加し、たとえ反対されたってめげずに、いかなる状況下でも自由に発言できるような環境にしようとしている。性平等面に関しては、北朝鮮は最悪の国家のひとつであるがゆえに、当委員会は北朝鮮女性が置かれている現在の厳しい現実を伝え、北女性の経済活動の支援に励んでいる。

子供の強制労働
北朝鮮の子供らは劣悪な作業環境の中、工場などで強制に労働させられる。強制労働は人権および人間の基本権に反する重罪のひとつにあたるため、北朝鮮自由人権委員会は世界中の子供のあらゆる強制労働を禁止させ、北朝鮮の子供が自分の夢を叶うのに協力している。

＜主要活動＞

- ツイッター(Twitter)に北朝鮮人の真相と人権状況を知ってもらえるようネット活動展開[3]。

- 公式ブログにて請願書・デイリーレポートなどの記事をアップ[4]。
- North korean residents society（在英脱北者会）との告発・請願運動の共同展開[5]。